# Qifeng (köping i Kina, Shandong)
Qifeng (kinesiska: 起凤镇, 起凤) är en köping i Kina. Den ligger i provinsen Shandong, i den östra delen av landet, omkring 110 kilometer nordost om provinshuvudstaden Jinan. Antalet invånare är 52 700. Befolkningen består av 25 952 kvinnor och 26 748 män. Barn under 15 år utgör 16,0 %, vuxna 15-64 år 71 %, och äldre över 65 år 12,0 %.
Genomsnittlig årsnederbörd är 698 millimeter. Den regnigaste månaden är juli, med i genomsnitt 278 mm nederbörd, och den torraste är januari, med 7 mm nederbörd.